# François Venter
Pour les articles homonymes, voir Venter (homonymie).
Pas d'image ? Cliquez ici

a Compétitions nationales et continentales officielles uniquement.

b Matchs officiels uniquement.
Dernière mise à jour le 3 décembre 2022.
François Venter, né le 19 avril 1991 à Bloemfontein (Afrique du Sud), est un joueur international sud-africain de rugby à XV évoluant au poste de centre avec les Sharks.

## Carrière
Après avoir terminé sa formation et commencé sa carrière professionnelle dans le club des Bulls de Prétoria, il décide de revenir en 2014 dans son club formateur des Cheetahs de Bloemfontein pour y signer un contrat de 2 ans.

### En club
En 2017, il est nommé capitaine de son club pour la Saison 2017 de Super Rugby par Franco Smith.

### En équipe nationale
Ses bonnes performances sont remarquées par Allister Coetzee qui décide de l'appeler en vue de la tournée de novembre en 2016. Il est titulaire lors des trois matchs face à l'Angleterre, l'Italie, et au pays de Galles, ces trois matchs se soldent par une défaite. 
Il est rappelé un an plus tard pour disputer la tournée de novembre en 2017. Il y jouera quatre matchs, deux se terminant en victoire et deux autres en défaite. Néanmoins, il parvient à inscrire son premier essai avec les Springboks face à l'Italie.